# Марайя, Либико
Либико Марайя (итал. Libico Maraja; 15 апреля 1912, Беллинцона, Тичино, Швейцария — 30 декабря 1983, Монторфано, Комо, Ломбардия, Италия) — итальянский художник, иллюстратор, мультипликатор.
Вырос в Лугано, где окончил академию художеств и открыл собственную студию по изготовлению плакатов и рекламы. В 1936 г. был выслан из Швейцарии вместе со своим отцом, журналистом Франческо Марайей, обвинённым в ирредентизме, и обосновался в Комо. С 1940 г. сотрудничал как иллюстратор, автор обложек и рекламных плакатов с миланским издательством «IMA pubblicità», в 1949 г. участвовал в создании спродюсированного этой же фирмой первого итальянского полнометражного анимационного фильма «Роза Багдада» как художник по декорациям. В конце 1940-х гг. работал над графическими книгами «Проклятый дуб» (итал. La Quercia Maledetta) и «Мир в дереве» (итал. Un mondo in un albero).
В дальнейшем Марайя занимался преимущественно книжной иллюстрацией. Наибольшее признание получили его рисунки к детским сказкам: «Приключениям Пиноккио» Карло Коллоди, «Алисе в Стране чудес» Льюиса Кэролла, сказкам Ханса Кристиана Андерсена. В 1961 г. Марайя также выиграл национальный конкурс на лучший эскиз почтовой марки в честь 1900-летия Плиния Младшего, в том же году марка была выпущена итальянским почтовым ведомством.